# Мойи (река)
Мойи (англ. Moyie River) — река в канадской провинции Британская Колумбия и штате Айдахо, США. Приток реки Кутеней, которая в свою очередь является притоком реки Колумбия. Площадь бассейна — 539 км².
Река Мойи берёт начало на юго-востоке канадской провинции Британская Колумбия и течёт изначально в северо-восточном и восточном направлениях, собирая множество небольших горных притоков. Затем река поворачивает на юг и впадает в небольшое и узкое озеро Мойи. Вытекая из озера, река течёт в южном и западном направлениях, протекая вблизи деревушки Як, по территории провинциального парка Як. Мойи пересекает границу с США вблизи канадского КПП Кингсгейт и американской невключённой территории Истпорт, и продолжает течь в южном направлении уже по территории штата Айдахо. Мойи впадает в реку Кутеней в городке Мойи-Спрингс, в нескольких километрах к востоку от города Боннерс-Ферри.
Недалеко от своего устья река спускается в виде водопадов. В 1949 году вблизи водопадов на реке была построена плотина Мойи.
Река Мойи активно используется для отдыха на природе, охоты, рыбалки, рафтинга, каякинга и других видов отдыха.